# Ceratophallus kisumiensis
Ceratophallus kisumiensis é uma espécie de gastrópode da família Planorbidae.
Pode ser encontrada nos seguintes países: Quénia, Tanzânia e Uganda.
Os seus habitats naturais são: lagos de água doce e lagos intermitentes de água doce.